# Îles Palliser
De Îles Palliser is een eilandengroep in de Tuamotu archipel, in Frans-Polynesië. De eilandengroep ligt ten noordwesten van de rest van de Tuamotu archipel.
De eilandengroep werd Îles Palliser genoemd naar Admiraal Sir Hugh Palliser, door James Cook, die als eerste Europeaan de eilanden bezocht op 19 en 20 april 1774.

## Geografie en demografie
De archipel bevat acht atollen, en het eiland Makatea. Het atol Rangiroa is het drukst bevolkt, met zo'n 2700 inwoners (in 2017).
| Atol/eiland | Inwoners       | Belangrijkste plaats | Oppervlakte |
| ----------- | -------------- | -------------------- | ----------- |
| Apataki     | 492            | Niutahi              | 20 km²      |
| Arutua      | 725            | Rautini              | 15km²       |
| Fakarava    | 855            | Rotoava              | 16 km²      |
| Kaukura     | 542            | Raitahiti            | 11 km²      |
| Mataiva     | 237            | Pahua                | 16 km²      |
| Rangiroa    | 3210           | Tiputa               | 79 km²      |
| Makatea     | 24             | Moumu                | 61 km²      |
| Tikehau     | 407            | Tuherahera           | 20 km²      |
| Toau        | 24             | Maragai              | 12 km²      |
| Totaal      | 6516 (in 2007) |                      | 250 km²     |

- Administratief gezien behoren de atollen Arutua, Apataki en Kaukura tot de gemeente (commune)  Arutua.
- Toau en Fakarava behoren tot de gemeente (commune)  Fakarava.
- Rangiroa, Tikehau, Mataiva en het aparte eiland Makatea, behoren tot de gemeente (commune)  Rangiroa.